# Lijst van afleveringen van Human Target (2010)
Dit is een lijst met afleveringen van de Amerikaanse televisieserie Human Target. De serie telt 2 seizoenen. Een overzicht van alle afleveringen is hieronder te vinden.

## Seizoen 1: 2010
| Aflevering | Serie | Titel aflevering      | Uitzenddatum VS  | Uitzenddatum NL | Uitzenddatum BE | Plot |
| ---------- | ----- | --------------------- | ---------------- | --------------- | --------------- | --- |
| 1          | 001   | Pilot                 | 15 januari 2010  | 25 april 2010   | 21 maart 2012   | |
| 2          | 002   | Rewind                | 18 januari 2010  | 2 mei 2010      | 28 maart 2012   | Chance en Winston gaan zware turbulentie tegemoet wanneer ze samenwerken om een cliënt die zij nog nooit ontmoet hebben te beschermen tegen een huurmoordernaar aan boord van een passagiersvliegtuig. Dit blijken er achteraf twee te zijn. En één komt uit onverwachte hoek.   |
| 3          | 003   | Embassy Row           | 25 januari 2010  | 9 mei 2010      | 4 april 2012    | Wanneer een oude vriend wordt vergiftigd en overlijdt, besluit Chance zijn missie te vervolgen. De spion waar Chance's vriend naar op zoek was, blijkt een gestolen wapenprototype te verkopen.                                                                                  |
| 4          | 004   | Sanctuary             | 1 februari 2010  | 16 mei 2010     | 11 april 2012   | |
| 5          | 005   | Run                   | 8 februari 2010  | 23 mei 2010     |                 | |
| 6          | 006   | Lockdown              | 15 februari 2010 | 30 mei 2010     |                 | |
| 7          | 007   | Salvage & Reclamation | 10 maart 2010    | 6 juni 2010     |                 | |
| 8          | 008   | Baptiste              | 14 maart 2010    | 13 juni 2010    |                 | |
| 9          | 009   | Corner Man            | 21 maart 2010    | 20 juni 2010    |                 | |
| 10         | 010   | Tanarak               | 28 maart 2010    | 27 juni 2010    |                 | |
| 11         | 011   | Victoria              | 4 april 2010     | 4 juli 2010     |                 | |
| 12         | 012   | Christopher Chance    | 14 april 2010    | 11 juli 2010    |                 | Een vijand uit Chance's verleden neemt Chance, Guerrero en Winston gevangen om erachter te komen wat er in het verleden tussen Chance en zijn mentor is voorgevallen. Aan het eind moet Chance hulp accepteren van 'the Old Man', zijn voormalige baas, om Winston te bevrijden. |

## Seizoen 2: 2010/2011
| Aflevering | Serie | Titel aflevering                 | Uitzenddatum VS  | Uitzenddatum NL  |  |
| ---------- | ----- | -------------------------------- | ---------------- | ---------------- |  |
| 1          | 013   | Ilsa Pucci                       | 17 november 2010 | 28 november 2012 |  |
| 2          | 014   | The Wife's Tale                  | 24 november 2010 | 5 december 2012  |  |
| 3          | 015   | Taking Ames                      | 1 december 2010  | 12 december 2012 |  |
| 4          | 016   | The Return of Baptiste           | 8 december 2010  | 19 december 2012 |  |
| 5          | 017   | Dead Head                        | 15 december 2011 | 26 december 2012 |  |
| 6          | 018   | The Other Side of the Mall       | 22 december 2010 | 2 januari 2013   |  |
| 7          | 019   | A Problem Like Maria (Part 1)    | 5 januari 2011   | niet bekend      |  |
| 8          | 020   | Communication Breakdown (Part 2) | 5 januari 2011   | niet bekend      |  |
| 9          | 021   | Imbroglio"                       | 12 januari 2011  | niet bekend      |  |
| 10         | 022   | Cool Hand Guerrero               | 12 januari 2011  | niet bekend      |  |
| 11         | 023   | Kill Bob                         | 31 januari 2011  | niet bekend      |  |
| 12         | 024   | The Trouble with Harry           | 2 februari 2011  | niet bekend      |  |
| 13         | 025   | Marshall Pucci                   | 9 februari 2011  | niet bekend      |  |